# Hyacinthella persica
Hyacinthella persica là một loài thực vật có hoa trong họ Măng tây. Loài này được (Boiss. & Buhse) Chouard mô tả khoa học đầu tiên năm 1931.